# Ракитин, Николай Васильевич
Николай Васильевич Ракитин (1895 — 15 декабря 1937) — советский военный деятель, дважды Краснознамёнец (1921, 1922), комдив (1935).

## Биография
Родился в ноябре 1895 года в селе Солодовка  Царьевского уезда Астраханской губернии в семье сельского учителя. После окончания в 1913 году средней школы поступил на учебу в Петербургский психоневрологический институт. На военной службе с февраля 1915 года. С февраля по октябрь 1915 учился в Николаевском кавалерийском училище, после окончания которого служил в 8-м Вознесенском уланском полку. Участник Первой мировой войны с 1915 по 1917. Службу в царской армии закончил в чине штабс-ротмистра. После окончания войны работал рабочим на вагоноремонтном заводе, а с 1918 — инструктором по заволжским железнодорожным линиям на Рязано-Уральской железной дороге.

### Гражданская война
В Красной армии добровольно с августа 1919 года. С 1919 командовал эскадроном, затем кавалерийским полком 9-й Донской стрелковой дивизии.
С 1920 года — командир 2-й кавалерийской бригады 4-й кавалерийской дивизии 1-й Конной армии. В качестве командира бригады отличился в бою у села Новая Алексеевка, за что получил свой первый Орден Красного Знамени в 1921 году. С 1921 по 1923 командовал 6-й Чонгарской кавалерийской дивизией. С августа 1923 года в резерве при штабе РККА.

### Советский период
С 1923 по 1924 служил начальником инспекции физической подготовки штаба Северо-Кавказского военного округа. С июня 1924 года — инспектор кавалерии Туркестанского фронта. В июле 1924 года был переведен в Московский военный округ где служил инспектором вневойсковой подготовки и физической культуры. С января 1925 года — инспектор кавалерии Московского военного округа. С 1926 по 1928 учился в Военной академии имени М. В. Фрунзе. После окончания академии был назначен командиром 1-й Особой кавалерийской бригады. 22 февраля 1930 года согласно приказу РВС СССР № 153 «О награждении личного состава армии», подписанному народным комиссаром по военным и морским делам, председателем Революционного Военного Совета Климентом Ефремовичем Ворошиловым, был награждён вторым орденом Красного Знамени. В ноябре 1930 года назначен начальником ремонтирования Главного управления РККА. С ноября 1932 по август 1933 года учился на Курсах усовершенствования комсостава бронетанковых войск. С августа 1933 по май 1935 года — командир 1-й механизированной бригады им. Калиновского, дислоцировавшейся в Наро-Фоминске. В мае 1935 года был назначен командиром 5-го механизированного корпуса, дислоцирующимся в Московском военном округе. За организацию образцового порядка на военном параде 1 мая 1936 года в Москве был награждён орденом Красной Звезды. С декабря 1936 — инспектор физической подготовки и спорта РККА.

## Арест и гибель
Арестован 19 июня 1937 г. 15 декабря 1937 г. Военной коллегией Верховного суда СССР был приговорен к расстрелу по обвинению в  участии в военном заговоре. Приговор приведен в исполнение в тот же день. Реабилитирован Военной коллегией Верховного суда СССР 25 февраля 1956 года.
Жена — Наталья Александровна Ракитина (1908 г.р.) в декабре 1937 года была осуждена как член семьи изменника Родины к восьми годам лагерей.

## Награды
- Орден Красного Знамени (1921)
- Орден Красного Знамени (1930)
- Орден Красной Звезды  (14 мая 1936) — «за организацию и проведение образцового порядка в день первомайского парада и демонстрации»[2]

## Сочинения
- Ракитин Н. В. Воспоминания конармейца. — М.: Акц. изд. о-во Огонек, 1930. — 39 с.: портр.
- Ракитин Н. В. Записки конармейца. — М.: Федерация, 1931. — 227 с.
- Ракитин Н. В. Взвод. — М.; Л.: Молодая гвардия, 1932. — 194 с.